# 江荫香
江荫香是清代末期到民国初期活跃的一个作家。最初1908年发表了文学小说《九尾狐》，1931年又发表了《莊諧筆記大观》。《白蛇传》与《九尾狐》等传奇、色情的文学著作则使用“梦花馆主”的笔名发表。

## 作品列表
- 白话句解：六朝文絜
- 國語註解詩經
- 千家詩
- 绘图明史演义
- 莊諧筆記大观
- 九尾狐
- 小白
- 白蛇传前后集
- 白蛇全传
- 雷峰塔奇传
- 新对联备要
- 新对联大全